# 锡德里克·博兹曼
锡德里克·R·博兹曼（英語：Cedric R. Bozeman，1983年3月7日—），美国NBA联盟职业篮球运动员。